# Lajoux (Jura)
Lajoux ist eine Gemeinde im französischen Département Jura in der Region Bourgogne-Franche-Comté.

## Geographie
Lajoux liegt auf 1171 m und ist damit die höchstgelegene geschlossene Ortschaft im französischen Jura, etwa neun Kilometer östlich der Stadt Saint-Claude (Luftlinie). Das Dorf erstreckt sich im Hochjura, in einer Mulde der Hautes-Combes, westlich des Tals der Valserine.
Die Fläche des 23,65 km² großen Gemeindegebiets umfasst einen Abschnitt des französischen Juras. Das Gebiet liegt fast ausschließlich auf der Hochfläche der Hautes-Combes (im Mittel auf 1200 m). Die Landschaft ist gewellt und zeigt Geländestrukturen wie Höhenrücken und Mulden, die gemäß der Streichrichtung des Faltenjuras in diesem Gebiet in Südwest-Nordost-Richtung orientiert sind. Die Muldenlagen weisen keinen oberirdischen Abfluss auf, da das Niederschlagswasser im porösen kalkhaltigen Untergrund versickert. An verschiedenen Stellen gibt es typische Karsterscheinungen wie beispielsweise Dolinen und Karrenfelder. Die Hochfläche der Hautes-Combes zeigt ein lockeres Gefüge von Weideland und Wald.
Die südöstliche Abgrenzung bildet der Flusslauf der Valserine, die hier in einem offenen Tal (Combe de Mijoux) nach Südwesten fließt und die Hochfläche der Hautes-Combes von der Hauptkette des Juras, der Haute Chaîne, trennt. In einem langen Streifen erstreckt sich das Gemeindeareal nach Nordosten bis fast an die Staatsgrenze zur Schweiz und umfasst dabei stets den rechten Talhang der Valserine (Côte de Mijoux) und den angrenzenden Höhenrücken des Crêt Pela (mit 1495 m die höchste Erhebung von Lajoux), der dicht bewaldet ist (Forêt du Massacre). Das Gemeindegebiet ist Teil des Regionalen Naturparks Haut-Jura (frz.: Parc naturel régional du Haut-Jura). Hier befinden sich auch die Parkverwaltung und das Besucherzentrum Maison du parc.
Zu Lajoux gehören der nördlich der Valserine gelegene Teil von Mijoux sowie zahlreiche Hofgruppen und Einzelhöfe. Nachbargemeinden von Lajoux sind
- Prémanon im Norden,
- Divonne-les-Bains im Osten,
- Mijoux im Süden,
- Septmoncel les Molunes  mit Les Molunes im Süden und Septmoncel im Westen,
- Lamoura im Westen.

## Geschichte
Lajoux entstand als Passort an einem seit dem Mittelalter wichtigen Übergang von der Region Genf und dem Pays de Gex über den Col de la Faucille nach Saint-Claude und weiter ins Burgund. Die Forêt du Massacre nordöstlich des Dorfes erhielt ihren Namen nach dem im Jahr 1535 erfolgten Überfall von Truppen des Herzogs von Savoyen auf rund 600 italienische Söldner, die vom französischen König Franz I. zur Verstärkung für die von den Savoyern belagerte Stadt Genf losgeschickt wurden.
Im Mittelalter war das Tal von Mijoux lange Zeit ein Streitobjekt zwischen dem Abt von Saint-Claude und den Herren von Gex, bis schließlich 1612 die Grenze definitiv entlang dem Flusslauf der Valserine gezogen wurde, was faktisch zu einer Teilung von Mijoux führte: Der Hauptteil des Dorfes verblieb bei Gex, während der Teil rechts der Valserine mit dem alten, seit dem 14. Jahrhundert existierenden Spital zu Lajoux und damit zu Septmoncel kam. Erst 1839 wurde Lajoux von Septmoncel abgetrennt und zu einer selbständigen Gemeinde erhoben. Heute ist Lajoux der Verwaltungssitz der Gemeinden der Hautes-Combes.

## Sehenswürdigkeiten

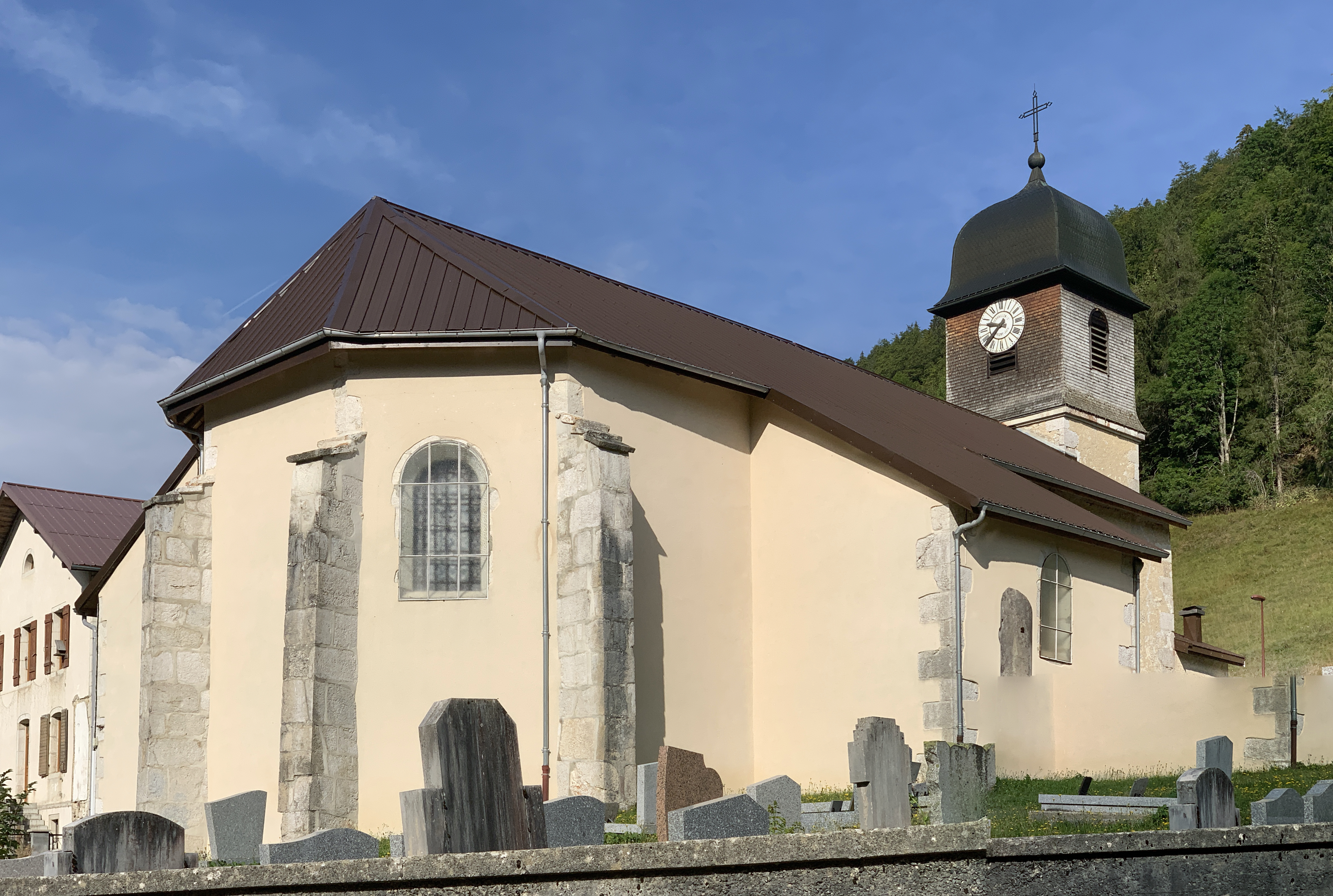
Kirche Saints-Jacques et Christophe

An der Stelle der ehemaligen Spitalkapelle von Mijoux (auf dem Boden von Lajoux) wurde im 18. Jahrhundert die heutige Kirche Saints-Jacques et Christophe erbaut.

## Bevölkerung
| Jahr                       | 1962 | 1968 | 1975 | 1982 | 1990 | 1999 | 2004 | 2017 |
| Einwohner                  | 193  | 149  | 121  | 158  | 197  | 220  | 256  | 262  |
| Quellen: Cassini und INSEE |      |      |      |      |      |      |      |      |

Mit 299 Einwohnern (Stand 1. Januar 2022) gehört Lajoux zu den kleinen Gemeinden des Départements Jura. Nachdem die Einwohnerzahl in der ersten Hälfte des 20. Jahrhunderts markant abgenommen hatte (1896 wurden noch 553 Personen gezählt), wurde seit Mitte der 1970er-Jahre wieder eine Bevölkerungszunahme verzeichnet.

## Wirtschaft und Infrastruktur
Lajoux war bis weit ins 20. Jahrhundert hinein ein vorwiegend durch die Landwirtschaft, insbesondere Viehzucht und Milchwirtschaft, sowie durch die Forstwirtschaft geprägtes Dorf. Daneben gibt es heute einige Betriebe des lokalen Kleingewerbes. Viele Erwerbstätige sind auch Wegpendler, die in den größeren Ortschaften der Umgebung ihrer Arbeit nachgehen.
Als Erholungsort in einem beliebten Ausflugsgebiet im Hochjura profitiert Lajoux heute auch vom Tourismus, insbesondere vom Wintertourismus, wenn auf dem Plateau der Hautes-Combes Skilanglauf betrieben werden kann. Die etwas steileren Hänge um Lajoux sind durch Skilifte für den alpinen Skisport erschlossen.
Die Ortschaft ist verkehrsmäßig recht gut erschlossen. Sie liegt an einer Hauptstraße, die von Saint-Claude zum Col de la Faucille führt. Weitere Straßenverbindungen bestehen mit Lamoura und Les Moussières.